# Anouk Faivre-Picon
Anouk Faivre-Picon (Pontarlier, 18 febbraio 1986) è una fondista francese.

## Biografia
Attiva in gare FIS dal marzo del 2004, la Faivre-Picon ha esordito in Coppa del Mondo il 16 febbraio 2008 a Liberec (60ª), ai Campionati mondiali a Val di Fiemme 2013, dove si è classificata 18ª nella 10 km, 46ª nello skiathlon e 6ª nella staffetta, e ai Giochi olimpici invernali a Soči 2014, piazzandosi 17ª nella 30 km, 36ª nello skiathlon e 4ª nella staffetta; nella stagione successiva ai Mondiali di Falun 2015 è stata 5ª nella 10 km, 26ª nello skiathlon e 8ª nella staffetta.
Ai XXIII Giochi olimpici invernali di Pyeongchang 2018 si è classificata 35ª nella 10 km, 13ª nello skiathlon e 12ª nella staffetta; nella stagione successiva ai Mondiali di Seefeld in Tirol è stata 26ª nella 30 km, 20ª nello skiathlon e 8ª nella staffetta.

## Palmarès

### Coppa del Mondo
- Miglior piazzamento in classifica generale: 44ª nel 2014